# Louis Follet
Pour les articles homonymes, voir Follet.
Louis Étienne Eugene Follet, dit « Montbars » (né le 6 avril 1898 à Viévy en Côte-d'Or, mort le 24 mars 1957 à Izieux dans le département de la Loire) est un syndicaliste et militant politique français. Ouvrier fondeur, il devient, en 1926, membre du Comité central du Parti communiste français (PCF) et le demeure jusqu'en 1929.

## Biographie
En 1924, il est secrétaire des Jeunesses communistes de Saint-Étienne et membre du Comité d'action de défense contre le fascisme. En 1925, il devient l'un des dirigeants communistes de la région lyonnaise, période pendant laquelle il rencontre Benoît Frachon en compagnie duquel il entre, en 1926, au secrétariat du « rayon » de Lyon. Pendant la même période, Il fait également son entrée au Comité régional du PCF et, en juin 1926, au congrès de Lille du parti, il est élu au Comité central. À la fin de l'année, il devient le secrétaire du « rayon » de Lyon.
En 1928, il est condamné pour son action militante à deux ans de prison et 500 francs d'amende et est, alors qu'il est dans la clandestinité, candidat aux élections législatives dans la 6e circonscription de Lyon. À la fin de l'année, pour raison de santé, notamment, il est relevé de son mandat de premier dirigeant lyonnais.
Le congrès de Saint-Denis du PCF, en 1929, ne le réélit pas au Comité central. Quelques mois plus tard, le Bureau politique (BP) le désigne comme le secrétaire de la Région Auvergne. En octobre, son action le conduit à un nouvel emprisonnement d'une année.
En 1931 : il devient le secrétaire de l'Union régionale CGTU Auvergne.
En 1936 : il se prononce contre l'unité d'action avec la CGT.